# Mien Visser
Clara Wilhelmina (Mien) Visser (geh. naam Clara Wilhelmina Willinge Prins-Visser, Amsterdam, 8 juni 1907 - Wageningen, 12 april 1977) was een Nederlandse hoogleraar Landbouwhuishoudkunde. Ze was de eerste vrouwelijke hoogleraar aan de Landbouwhogeschool Wageningen en staat zowel in binnen- als buitenland bekend als een pionier op het gebied van de huishoudwetenschappen.

## Levensloop
Mien Visser werd geboren in Amsterdam. Ze was de dochter van bouwinspecteur Cornelis Visser (1876-1964) en docente Clara Ernestina Dirksen (1880-1954), die in totaal drie kinderen kregen.
Ze behaalde haar hbs-diploma, waarna ze farmacie studeerde aan de Universiteit van Amsterdam. Op 27 mei 1930 trouwde Visser met landbouwkundig ingenieur Pieter Leonard Willinge Prins (1901-1950), van wie ze de achternaam voerde. Ze kregen twee kinderen. 
Het stel verhuisde naar Anloo in Drenthe, waar haar man tot burgemeester (1946-1950) was benoemd en Visser in een apotheek werkte. Daarnaast was ze betrokken bij verschillende lokale organisaties die huishoudelijke voorlichting gaven op het platteland. Ze was ook lid van de examencommissie voor het landbouwhuishoudonderwijs.
Vanaf 1948 was Visser voorzitter van de Nederlandse Bond van Plattelandsvrouwen (NBvP) en vanaf 1949 was ze namens de PvdA lid van de Drentse Provinciale Staten. Haar man overleed in 1950 door een val van zijn paard.
Visser bleef zich richten op huishoudelijke voorlichting. Ze raakte in 1951 betrokken bij de ontwikkeling van een academische studierichting huishoudwetenschappen aan de Landbouwhogeschool Wageningen. Dit verkenningstraject werd in 1948 gestart en gefinancierd door het Marshallplan. Visser ging met een delegatie op werkbezoek bij een studie home economics in de Verenigde Staten. Ze stopte als voorzitter van de NBvP en werd op 9 december 1952 hoogleraar. De titel van haar oratie luidde De arbeid van de huisvrouw. Ze was de eerste vrouwelijke hoogleraar van Wageningen, in een volkomen nieuw vakgebied.
In maart 1955 werd de Stichting Landbouwhuiskundig Onderzoek (SLO) opgericht en Visser werd benoemd tot directeur. Ze legde in 1958 een tweede werkbezoek af in de VS en bleef directeur van SLO tot 1961.
Op 19 augustus 1959 hertrouwde Visser met Willem Frederik Eysvoogel (1894-1977), hoogleraar weg- en waterbouwkunde. Visser ging weer haar geboortenaam gebruiken en bekleedde verschillende functies in onderwijscommissies, -besturen en andere organisaties. Ze was onder andere plaatsvervangend lid van de Sociaal-Economische Raad en commissaris bij Ahold. In 1969 mocht ze - opnieuw als eerste vrouw in Wageningen - de diesrede houden. De naam van haar toespraak was Werk dat geen naam heeft.
Eind jaren 60 veranderde Visser de opleiding Landbouwhuishoudkunde in een algemene studierichting huishoudkunde. Ook werd het huishoudonderwijs in het kader van Wet op het voortgezet onderwijs vanaf 1968 gereorganiseerd. Visser werd bestuurslid van de nieuwe opleidingen Toegepaste Huishoudwetenschappen in Wageningen en Deventer. Ze was verantwoordelijk voor het integreren van de opleidingen tot huishoudlerares binnen de nieuwe lerarenopleidingen. Ook was ze betrokken bij het opzetten van opleidingen in het buitenland, zoals in Duitsland en Engeland. In 1974 was ze voorzitter van de adviesraad voor de ontwikkeling van een opleiding huishoudkunde in Nairobi.
Visser overleed onverwachts op 12 april 1977. Een jaar later werd het boek Huishoudkunde in Nederland uitgebracht ter nagedachtenis aan Visser. De bundel was oorspronkelijk bedoeld als afscheidscadeau voor haar emeritaat. Ze had met ingang van 1 september 1977 op haar verzoek eervol ontslag gekregen als hoogleraar. In 1986 bracht Marko Mazeland de biografie C.W. Visser en de Wageningse Huishoudkunde uit en in 2004 was Visser een van de tien genomineerden in de verkiezing tot Grootste Wageninger.
In 2019 noemde de gemeente Wageningen een straat in een nieuw gebouwde woonwijk naar Mien Visser: de Prof. Visserlaan.